# Leuterīs Mpochōridīs
Eleutherios Mpochōridīs, detto Leuterīs (in greco Ελευθέριος "Λευτέρης" Μποχωρίδης?; Salonicco, 18 aprile 1994), è un cestista greco.

## Carriera
Ha militato dal 2010 al 2014 nell'Aris Salonicco in A1 Ethniki.
Dall'estate 2014 passa al Panathinaikos.

## Palmarès
- Campionato greco: 2

Panathinaikos: 2016-17, 2020-21
- Coppa di Grecia: 4

Panathinaikos: 2014-15, 2015-16, 2016-17, 2020-21
- Supercoppa greca: 1

Panathīnaïkos: 2021